# Ženik
Ženik je naselje v Občini Sveti Jurij ob Ščavnici.